# Río Sobrante
El río Sobrante es un cauce natural de agua de la Región de Valparaíso que nace y corre con dirección general oeste hasta su confluencia con el río Pedernal, dando origen al río Petorca.
Es llamado indistintamente "del Sobrante" y Hans Niemeyer lo presenta también como "río Chaloco".: 302 

## Trayecto
El río nace en las faldas de la divisoria de aguas con el río Leiva (un afluente del río Choapa), de la unión del río Yerba Loca y del río La Laguna, que es el emisario de una pequeña laguna situada a 3240 m s. n. m. que una publicación de la Dirección General de Aguas llama laguna del Sobrante: 5 . Corre en dirección general oeste por unos 25 kilómetros hasta su encuentro con el río Pedernal, juntos dan origen al río Petorca.: 5 .

## Caudal y régimen
El informe final del Análisis y evaluación de los recursos hídricos de las cuencas de los ríos Petorca y Ligua encargado por la DGA el año 1998 entrega los siguientes caudales medios mensuales del río en Tejada en el cuadro B.2-5:: Cuadro B-2.6 

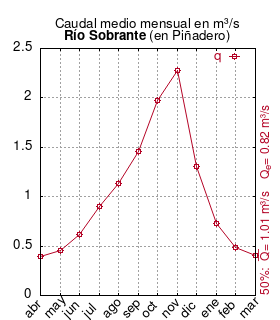
Caudales medios mensuales en m³/s del río Sobrante en Piñadero.

A partir de estos valores establece que: Las cuencas de los ríos La Ligua y Petorca presentan en su parte alta un régimen de escorrentía más influenciado por la nieve, con un peak de caudales medios mensuales entre los meses de octubre y noviembre. Más hacia aguas abajo el régimen es de tipo pluvial con caudales máximos en el mes de julio.: B.12 

## Historia
La foto muestra jeroglifos encontrados en la zona del valle del río Sobrante.
Francisco Astaburuaga escribió en 1899 en su obra póstuma Diccionario geográfico de la República de Chile sobre el fundo que le dio el nombre:
Sobrante. — Fundo del departamento de Petorca á la banda del sur del río de este nombre y poco distante al oriente de la aldea de Chincolco. En esa parte forma el río un pequeño valle entre las sierras que lo ciñen por uno y otro lado, y aún suele tomar su nombre.